# Алгети
Алге́ти (груз. ალგეთი) — река в восточной части Грузии, правый приток Куры, протекает по территории Цалкского, Тетрицкаройского и Марнеульского муниципалитетов. На реке расположено Алгетское водохранилище. Длина реки — 118 км. Площадь водосборного бассейна — 763 км².
Начинается на высоте 1900 м над уровнем моря с южных склонов Триалетского хребта. Нижняя половина течения на Нижнекартлийской равнине, создавая Алгетинскую долину. Впадает в Куру между сёлами Пирвели-Кесало и Меоре-Кесало
В долине реки, недалеко от истока, находится Алгетский национальный парк, раскинувшийся на северных склонах Триалетского хребта и занимающий площадь 6822 га. В низовье на реке также расположен город Марнеули.
Притоки — Бзисцкали, Энагетис-Хеви, Асуретис-Хеви, Налебис-Хеви.
Переводится с армянского как «солёная река» (Ał get).